# Доходный дом Кальмеера
Доходный дом Кальмеера — памятник архитектуры в Москве. Находится по адресу: Поварская улица дом 20. Выявленный объект культурного наследия.

## Описание
Доходный дом построен в 1914 году для известного адвоката и общественного деятеля И. С. Кальмеера по проекту одного из самых ярких и своеобразных мастеров московского зодчества начала XX века В. Е. Дубовского. В проектировании дома принимал участие также архитектор Н. А. Архипов. Фасад здания сочетает два масштаба декора: первые два этажа оформлены мощным рустом с полуколоннами, поддерживающими крупный антаблемент, которому масштабно соответствует скульптурный фриз над окнами шестого этажа. Декором более мелкого масштаба оформлен карниз двухколонного портика-лоджии, увенчанный полукруглой нишей-раковиной на уровне шестого этажа, а также его обрамление полихромными керамическими панно, стилизующими гротески итальянского Ренессанса. Роспись потолков и интерьеров здания осуществил художник И. И. Нивинский, много работавший в конце 1900-х—1910-х годах на объектах В. Е. Дубовского в качестве художника-декоратора. Заказчик здания задумал его как «дом Искусства», во внутреннем оформлении которого переплетались многие художественные стили, начиная с Египта и Древней Греции.
В советское время просторные квартиры доходного дома были поделены на коммуналки, а в полуподвале здания разместились мастерские Театра имени Моссовета. В 1986 году в том же полуподвале открылся организованный Анатолием Васильевым театр «Школа драматического искусства», который впоследствии расширил свои площади за счёт нескольких квартир дома. Театр Васильева находился здесь вплоть до его переезда в 2001 году в новое здание на Сретенке. На Поварской некоторое время продолжала работать одна из студий «Школы», однако в соответствии с Распоряжением Правительства Москвы в 2005 году театр был реорганизован и в его бывших помещениях разместилась Дирекция «Открытая сцена».

## Известные обитатели
На мансардном этаже дома долгое время жили поэтесса Белла Ахмадулина и её муж, театральный художник Борис Мессерер, здесь же до настоящего времени находится мастерская Б. Мессерера. У супругов часто бывали Василий Аксёнов, Владимир Высоцкий и Марина Влади, Венедикт Ерофеев, Фазиль Искандер и другие деятели культуры. Во время этих встреч на мансарде Ахмадулиной и Мессерера возникла идея самиздатовского альманаха «Метрополь». Этому дому Белла Ахмадулина посвятила строки:
Был дом на Поварской

(теперь зовут иначе)… День-деньской,

ночь напролёт я влюблена была —

в кого? во что?

В тот дом на Поварской…
В 1994 году вышла книга Б. Мессерера, посвящённая мастерской в доме на Поварской, в которой собраны фотографии уникальных интерьеров чердака-мастерской, людей её посещавших, а также живопись, графика, театральные декорации и инсталляции Мессерера, созданные в этом здании. В одной из комнат большой коммунальной квартиры около 13 лет жил и провёл свои последние дни актёр Александр Кайдановский. Комната Кайдановского стала «павильоном» для съёмок его режиссёрского дебюта — фильма «Сад».
В настоящее время стоимость квадратного метра жилья в бывшем доме Кальмеера — одна из самых высоких в Москве, при этом площадь квартир составляет от 237 до 318 квадратных метров.
В 1990-х годах в доме проживал Борис Березовский.
До 2022 года в доме проживал заместитель министра обороны РФ Тимур Иванов с женой, в 2022 году он развелся с женой и съехал в усадьбу С. Волконской — А. К. фон Мекка.
В январе 2024 года в квартире дома на 4 этаже располагался штаб Бориса Надеждина по проверке подписей. При этом в 2018—2019 годах там же, но этажом выше, находился офис «Партии перемен».